# Constantin Blaha
Constantin Blaha (Viena, 1 de diciembre de 1987) es un deportista austríaco que compitió en saltos de trampolín. Ganó una medalla de bronce en el Campeonato Europeo de Natación de 2016, en la prueba de 1 m.

## Palmarés internacional
| Campeonato Europeo | Campeonato Europeo    | Campeonato Europeo | Campeonato Europeo |
| Año                | Lugar                 | Medalla            | Prueba             |
| ------------------ | --------------------- | ------------------ | ------------------ |
| 2016               | Londres (Reino Unido) | Medalla de bronce  | Trampolín 1 m      |